# Simfonia núm. 1 (Sibelius)
La Simfonia núm. 1 en mi menor, op. 39, de Jean Sibelius, va ser composta l'any 1898, quan el compositor tenia trenta-tres anys. Va ser estrenada el 26 d'abril de 1899 per l'Orquestra Filharmònica de Hèlsinki, dirigida pel mateix compositor, en una versió original que s'ha perdut. Després de l'estrena, Sibelius en va fer algunes revisions, resultant la versió definitiva que pot escoltar-se avui dia. La versió revisada va ser conclosa entre la primavera i l'estiu de 1900, i va ser estrenada de nou a Hèlsinki per l'Orquestra Filharmònica de Hèlsinki sota la batuta de Robert Kajanus l'1 de juliol de 1900. A l'obra encara hi ha visibles les influències del Romanticisme.

## Origen i context
La Primera Simfonia va ser escrita per Sibelius la tardor i l'hivern de 1898-99 a la casa Mattila, a Kerava, on s'acabaven de desplaçar. Encara que aquesta simfonia és la primera obra estrictament instrumental de Sibelius en aquest gènere, ja havia completat el poema simfònic Kullervo l'any 1892, amb cinc moviments i vuitanta minuts de durada.
Sibelius no la va completar fins als trenta-tres anys per diverses raons, incloent-hi la seva decisió tardana de dedicar-se a la música, el pes que encara suposava per als compositors la Novena de Beethoven i les limitades oportunitats musicals a Hèlsinki.
Quan va escriure la Primera Simfonia, Sibelius estava profundament influenciat pel romanticisme tardà, especialment per Txaikovski, a qui admirava obertament. Tot i el seu fervor nacionalista en una Finlàndia sota control rus, trobava punts en comú amb el gran simfonista rus. Aquesta influència es pot percebre en elements específics de l’obra, com el tema melancòlic del moviment lent. També és significatiu que decidís acabar la simfonia amb un final tràgic en tonalitat menor, un tret poc habitual en aquella època, que sembla inspirat directament per la Simfonia núm. 6 (Patètica) de Txaikovski.

## Moviments
S'estructura en els quatre moviments tradicionals:
1. Andante, ma non troppo - Allegro energico
2. Andante (ma non troppo lento)
3. Scherzo: Allegro
4. Finale: Andante - Allegro molto - Andante assai - Allegro molto come prima - Andante (ma non troppo)

1. Andante, ma non troppo – Allegro energico (. = 108) en mi menor i forma sonata amb introducció
Aquest moviment comença amb un solo de clarinet que exposa tots els temes i motius principals de la simfonia.
2. Andante (ma non troppo lento) ( = 54) en mi bemoll major i forma ternària, forma de variació
De manera similar al segon moviment de la Simfonia núm. 2 de Sibelius, el moviment lent comença de manera tranquil·la, amb temes tràgics. Posteriorment, s'expandeix en un passatge ampli i furiós, per després tornar als temes inicials i concloure de forma serena.
3. Scherzo: Allegro (. = 108) en do major i forma de scherzo i trio
Com el tercer moviment de la Simfonia núm. 2, aquest moviment ràpid no té un to lleuger, sinó que està ple de protestes i preguntes. Conclou amb un stretto i acaba de manera incompleta, anticipant el crit final del moviment conclusiu.
4. Finale (Quasi una fantasia): Andante – Allegro molto – Andante assai – Allegro molto come prima – Andante (ma non troppo) en mi menor i com una fantasia en una introducció orquestrada provinent del primer moviment: aquest moviment conté diverses tonalitats que donen lloc a un efecte d'esclat per causa de la distorsió d'intermodulació.[7] Comença amb un uníson seriós i emocional d'instruments de corda amb atacs de metall, utilitzant la introducció del primer moviment, per després evolucionar ràpidament cap a una fantasia amb una forma gairebé lliure.

## Representacions
El mateix Sibelius va dirigir l'estrena de la Primera Simfonia el 26 d'abril de 1899 a Hèlsinki, en una versió que s'ha perdut. L'obra va ser acollida amb gran entusiasme i immediatament reconeguda com a testimoni del talent d'un mestre consumat.

## Música
A diferència de les seves darreres simfonies o del poema simfònic Finlandia, obres per les quals és més conegut Sibelius, la Primera Simfonia no utilitza tan intensivament la secció de metall. En aquesta obra, Sibelius mimetitza l'estil líric de Piotr Ilitx Txaikovski o de Johannes Brahms. Tot i que el mateix Sibelius va negar posteriorment aquestes influències, el lirisme i l'ús limitat dels metalls evidencien l'emulació.
La simfonia es caracteritza per l'ús de solos d'instruments de corda i instruments de vent de fusta; el primer moviment s'obre amb un llarg i de vegades confús solo de clarinet sobre un repic de timbales. El tema del solo retorna al principi del quart moviment amb un fortissimo de les cordes, amb acompanyament del vent. Els subsegüents moviments inclouen solos de violí, viola i violoncel. A més, la simfonia es caracteritza per incloure seccions en tonalitats majors que contrasten amb la tonalitat menor general de l'obra.
La durada de l'execució oscil·la entre els 35 i 40 minuts. Molts directors s'estimen més alentir la velocitat suggerida per les indicacions de metrònom del mateix Sibelius, en particular en la secció ràpida (allegro energico) del primer moviment. A causa d'això, la major part de les versions té una durada d'entre 38 i 40 minuts. Quan s'interpreta en un tempo més lent, l'obra es percep com grandiosa i romàntica, mentre que tempi més ràpids li donen un caràcter més jovenívol. En l'enregistrament d'Osmo Vänskä, aparegut l'any 1997, el primer moviment s'executa segons les indicacions de metrònom de Sibelius i dura 9 minuts i 42 segons, enfront dels 10½ - 11½ minuts d'altres enregistraments.

## Enregistraments
El primer enregistrament de l'obra va ser fet per Robert Kajanus amb l'Orquestra Simfònica de Londres per al segell discogràfic HMV el maig de 1930.